# Kyrkfjärden, Stora Värtan
Kyrkfjärden är en tre kilometer lång fjärd intill Stora Värtan i det inre av Stockholms skärgård. Fjärden, som bara kan nås genom det smala Hällsundet i den norra delen av Stora Värtan, ligger i kommunerna Österåker och Vaxholm. Den är på sommaren, tack vare sitt skyddade läge, ett populärt utflyktsmål för fritidsbåtar och badande.
Vid Kyrkfjärdens västra strand ligger Rydboholms slott, som utpekas som en möjlig födelseplats för Gustav Vasa. Slottet ägs numera av familjen Douglas. Intill ligger även Östra Ryds kyrka som gav fjärdens namn förleden "kyrk-" och naturreservatet Bogesundslandet.